# Adrianus Gerardus Maria Straathof
Adrianus (Adriaan) Gerardus Maria Straathof (Utrecht, 24 februari 1955) is een Nederlandse varkensfokker die met name in Oost-Duitsland meerdere varkenshouderijen bezat, waaronder Duitslands grootste biggenfokkerij.

## Loopbaan
In 1996 kocht Straathof een voormalige kippenhouderij in Erichem en bouwde daar - aanvankelijk zonder vergunning - de Knorhof, een varkensstal met uiteindelijk twee verdiepingen. In het begin waren er regelmatig problemen met verschillende instanties. Bij een grote brand in 2017 stierven 20.000 dieren in de stallen. Nadat Straathof in de jaren 90 van de twintigste eeuw een varkensbedrijf in Gladau in de Duitse deelstaat Saksen-Anhalt had verworven, bouwde hij in korte tijd een bedrijf op met varkensstallen op veel locaties, naar eigen zeggen ook in Hongarije, met in 2013 in totaal ongeveer 65.000 zeugen.

## Veroordeling wegens dierenmishandeling
Al in 2009 bekritiseerden de instanties in Saksen-Anhalt de onvoldoende behandeling van gewonde dieren in de stallen van Straathof. Vanaf 2013 kwamen in de media regelmatig negatieve berichten over Straathofs praktijken en werd voor het eerst een strafrechtelijke vervolging ingesteld. Na verschillende processen werd in 2019 een definitief vonnis geveld met acht maanden voorwaardelijke gevangenisstraf en een beroepsverbod. In 2020 werd het Duitse bedrijf van Straathof verkocht aan het in Zwitserland gevestigde Terra Grundwerte.